# Književnost u 1604.
◄◄ | ◄ | 1601. | 1602. | 1603. | 1604.  | 1605. | 1606. | 1607. | ► | ►►
Arhitektura • Astronomija • Glazba • Kazalište • Kiparstvo • Knjige • Književnost • Kršćanstvo • Medicina • Politika • Pravo • Promet • Slikarstvo • Znanost
Književnost u 1604.

## Svijet

### Književna djela
- Otelo Williama Shakespearea

## Vanjske poveznice
|  | Zajednički poslužitelj ima još gradiva o temi Književnost u 1604. |